# Осмотски шок
Осмотски шок или осмотски стрес је физиолошка дисфункција узрокована наглом променом концентрације растворене супстанце око ћелије, што изазива брзу промену кретања воде кроз њену ћелијску мембрану. У хипертонским условима (условима високе концентрације било соли, супстрата или било које растворене супстанце у супернатанту) вода се извлачи из ћелија процесом осмозе. Ово такође инхибира транспорт супстрата и кофактора у ћелију и тако „шокира“ ћелију. Алтернативно, под хипотоничним условима – када су концентрације растворених материја ниске – вода улази у ћелију у великим количинама, узрокујући да она набубри, пукне или се подвргне апоптози.
Сви организми имају механизме да реагују на осмотски шок, са сензорима и мрежама за трансдукцију сигнала који дају информацију ћелији о осмоларности њеног окружења; ови сигнали активирају одговоре за суочавање са екстремним условима. Ћелије које имају ћелијски зид имају тенденцију да буду отпорније на осмотски шок јер им ћелијски зид омогућава да задрже свој облик. Иако су једноћелијски организми подложнији осмотском шоку, пошто су директно изложени свом окружењу, ћелије великих животиња као што су сисари и даље трпе ове стресове под неким условима. Садашња истраживања такође сугеришу да осмотски стрес у ћелијама и ткивима може значајно допринети многим људским болестима.
Код еукариота, калцијум делује као један од примарних регулатора осмотског стреса. Интрацелуларни нивои калцијума расту током хипоосмотског и хиперосмотског стреса.

## Механизми опоравка и толеранције

### Хиперосмотски стрес
Калцијум игра важну улогу у опоравку и толеранцији на хипер и хипоосмотске стресне ситуације. У условима хиперосмотског стреса, јавља се повећани ниво интрацелуларног калцијума, што може играти кључну улогу у активацији путева другог гласника.
Један пример молекула другог гласника активираног калцијумом је МАП киназа Хог-1. Активира се у условима хиперосмотског стреса  и одговорна је за повећање производње глицерола у ћелији након осмотског стреса. Тачније, функционише тако што шаље сигнале у једро у коме се активирају гене одговорне за производњу и унос глицерола.

### Хипоосмотски стрес
Опоравак код хипоосмотског стреса је у великој мери посредован приливом и изливом неколико јона и молекула. Опоравак ћелија након хипоосмотског стреса показао се у складу са приливом екстрацелуларног калцијума. Овај прилив калцијума може да промени пермеабилност ћелије.
Поред тога, код неких организама фенотиазини могу инхибирати ефлукс аминокиселина повезан са хипоосмотским стресом.
Хипоосмотски стрес је у корелацији са екстрацелуларним ослобађањем АТП-а, који се користи за активирање пуринергичких рецептора. Ови рецептори регулишу нивое натријума и калијума са обе стране ћелијске мембране.